# Ернст Карл фон Изенбург-Бюдинген-Мариенборн
Ернст Карл фон Изенбург-Бюдинген-Мариенборн (на немски: Ernst Carl zu Ysenburg-Büdingen-Marienborn; * 11 април 1691, Лаубах; † 22 май 1717) от род Изенберг (Изенбург), е наследствен граф на Изенбург-Бюдинген в Мариенборн в югоизточен Ветерау.

## Биография
Той е син на граф Карл Август фон Изенбург-Бюдинген-Мариенборн (1667 – 1725) и съпругата му графиня Анна Белгика Флорентина фон Золмс-Лаубах (1663 – 1707), дъщеря на граф Карл Ото фон Золмс-Лаубах (1633 – 1676) и съпругата му Амьона Елизабет фон Бентхайм-Щайнфурт (1623 – 1701/1702).
Ернст Карл умира преди баща си на 22 май 1717 г. в Мариенборн, на 26 години, и е погребан там.

## Фамилия
Ернст Карл се жени за 6 юли 1713 г. в Меерхолц за графиня Шарлота Амалия фон Изенбург-Бюдинген-Меерхолц (* 1 септември 1692, Меерхолц; † 10 януари 1752, Бирщайн), дъщеря на чичо му граф Георг Албрехт (1664 – 1724) и графиня Амалия Хенриета фон Сайн-Витгенщайн-Берлебург (1664 – 1733). Те имат децата:
- дете (*/† 17 юли 1714)
- Амалия Белгика (* 29 февруари 1716, Мариенборн; † 2 януари 1799, Офенбах), (става княгиня 1744), омъжена на 3 май 1733 г. в Бирщайн за доведения си брат принц Вилхелм Емих Кристоф фон Изенбург-Бюдинген (1708 – 1741), син на княз Волфганг Ернст I фон Изенбург-Бюдинген (1686 – 1754) и първата му съпруга Фридерика Елизабет фон Лайнинген-Дагсбург-Хартенбург (1681 – 1717)

Вдовицата му Шарлота Амалия се омъжва втори път на 22 май 1725 г. в Мариенборн за княз Волфганг Ернст I фон Изенбург-Бюдинген (1686 – 1754).